# Lebanon (Oklahoma)
Lebanon és una comunitat no incorporada al Comtat de Marshall, a l'estat estatunidenc d'Oklahoma. Tot i que és una àrea no incorporada, té una oficina de correus, amb el codi postal 73440.

## Història
Lebanon fou establert als finals del segle xix com a part de la Chickasaw Nation (controlada pels chickasaws) i formava part del que era aleshores el Comtat de Pickens. Un tribunal de justícia de la tribu chickasaw estava localitzat a Lebanon. A una milla a l'est de Hauani Creek estan les restes de Burney School (Escola Burney), una escola de la tribu operada pels chickasaws.

## Geografia
Lebanon és localitzat a la riba oest del Llac Texoma, a prop d'on el Riu Red i el Hauani Creek entren al llac. La comunitat es troba en una altitud de 206 metres.

## Demografia
Segons el cens nacional del 2000, la població per l'àrea que envolta el codi postal 73440 era de 327 habitants.

## Economia
Lebanon és principalment una àrea agricultural. Hi ha una botiga de queviures i una benzinera.

## Transport
La comunitat és servida per l'autovia Oklahoma State Highway 32 i altres carreteres locals.